# Cosmo Film
Cosmo Film A/S er et dansk film- og tv-produktionsselskab.
Selskabet blev dannet i 1992 af Rasmus Thorsen og Tomas Hostrup-Larsen og producerede oprindeligt både fiktion og dokumentar; i 2003 blev dokumentaraktiviteterne udskilt i datterselskabet Cosmo Doc. Cosmo Film producerer både tv-serier og spillefilm. Blandt produktionerne er serierne  Lex & Klatten, Anna Pihl og Lærkevej og Greyzone samt spillefilmene Grev Axel, Vølvens forbandelse,  Midsommer og Oskar & Josefine. Cosmo Doc har bl.a. produceret Lykketoft finale, Gasolin', Den hemmelige krig.  Cosmo Film har produceret en række danske familiejulekalendere Jesus & Josefine (2003) ,Jul i Valhal (2005), Juleønsket (2015), Tinkas juleeventyr (2017). Tinka og Kongespillet (2019), Tinka og Sjælens spejl (2022) og Valdes jul – Skovens vogter (2023).